# Daniel Hérelle
Daniel Hérelle est un footballeur français international martiniquais né le 17 octobre 1988 à Nice. Il évolue au poste de milieu de terrain avec le Golden Lion de Saint-Joseph en DH Martinique et avec la sélection de la Martinique.
Son petit frère Christophe est également footballeur.

## Biographie
Après 4 ans au Club colonial, Hérelle rejoint le Golden Lion de Saint-Joseph pour la saison 2014-2015.

### Carrière internationale
Daniel Hérelle est sélectionné pour la première fois en équipe de Martinique à l'occasion d'un match amical contre la Guyane le 6 septembre 2008 pour préparer la Coupe caribéenne des nations 2008.
En 2010, il remporte la Coupe de l'Outre-Mer mer en battant Tahiti, la Nouvelle-Calédonie, la  Guadeloupe et la Réunion en finale. Cette même année il joue la phase finale Coupe caribéenne des nations 2010 en Martinique.

## Palmarès
- Coupe de l'Outre-Mer de football : 2010